# Seznam največjih elektrarn na svetu
| Mesto | Elektrarna                            | Država               | Lokacija                                        | Kapaciteta (MW) | Letna proizvodnja elektrike(TWh) | Tip                | Reference     |
| ----- | ------------------------------------- | -------------------- | ----------------------------------------------- | --------------- | -------------------------------- | ------------------ | ------------- |
| 1     | Jez treh sotesk                       | Kitajska             | 30°49′15″N 111°00′08″E / 30.82083°N 111.00222°E | 22500           | 98,1                             | Hidroelektrarna    | [ 2 ] [ 3 ]   |
| 2     | Jez Itaipu                            | Brazilija · Paragvaj | 25°24′31″S 54°35′21″W / 25.40861°S 54.58917°W   | 14000           | 98,2                             | Hidroelektrarna    | [ 5 ] [ 6 ]   |
| 3     | Jez Guri                              | Venezuela            | 07°45′59″N 62°59′57″W / 7.76639°N 62.99917°W    | 10235           | 53,41                            | Hidroelektrarna    | [ 8 ]         |
| 4     | Jez Tucuruí                           | Brazilija            | 03°49′53″S 49°38′36″W / 3.83139°S 49.64333°W    | 8370            | 21,4                             | Hidroelektrarna    | [ 9 ]         |
| 5     | Jedrska elektrarna Kashiwazaki-Kariwa | Japonska             | 37°25′45″N 138°35′43″E / 37.42917°N 138.59528°E | 8212            | 24,63                            | Jedrska elektrarna | [ 10 ] [ 11 ] |
| 6     | Jez Grand Coulee                      | ZDA                  | 47°57′23″N 118°58′56″W / 47.95639°N 118.98222°W | 6809            | 21                               | Hidroelektrarna    | [ 12 ]        |
| 7     | Jez Longtan                           | Kitajska             | 25°01′38″N 107°02′51″E / 25.02722°N 107.04750°E | 6426            | 18,7                             | Hidroelektrarna    | [ 13 ] [ 14 ] |
| 8     | Jedrska elektrarna Bruce              | Kanada               | 44°19′31″N 81°35′58″W / 44.32528°N 81.59944°W   | 6272            | 36,25                            | Jedrska elektrarna | [ 15 ]        |
| 9     | Jedrska elektrarna Uljin              | Južna Koreja         | 37°05′34″N 129°23′01″E / 37.09278°N 129.38361°E | 6157            | 44,81                            | Jedrska elektrarna | [ 16 ]        |
| 10    | Jedrska elektrarna Yeonggwang         | Južna Koreja         | 35°24′54″N 126°25′26″E / 35.41500°N 126.42389°E | 6139            | 48,16                            | Jedrska elektrarna | [ 16 ]        |